# Juan Villarzú
Juan Rodolfo Villarzú Rohde (Arica, 16 de mayo de 1944) es un economista, contador auditor, académico, consultor y político chileno, exministro de Estado del presidente Eduardo Frei Ruiz-Tagle y expresidente ejecutivo de la gigante cuprera Codelco-Chile, la mayor empresa de su país.

## Familia y estudios
Prácticamente el hijo único (su hermana murió pequeña) de Juan Villarzú Burgoa, un trabajador del salitre que cuando vino la crisis de ese mineral, se fue a hacer cargo de un yacimiento de azufre, cerca de Visviri. Viajaba seguido a La Paz (Bolivia) y ahí conoció a una alemana que venía escapando de la Segunda Guerra Mundial, Ilse Johanna Rohde.
Se educó en el Colegio Alemán, primero en Villa Alemana, y después en Santiago, donde conocería a José Joaquín Brunner, entre otros personajes. En 1967 se casó con María Margarita Gallo Donoso, con quien tuvo tres hijos; Rodrigo, Alejandra y Andrea. Se divorció en 1990, y luego contrajo segundas nupcias con María Olivia Ávalos Cisternas en 1992, divorciándose de igual forma, en 2008.
Egresó como Ingeniero comercial con mención en administración y contador auditor de la Universidad de Chile y obtuvo un máster en economía de la Universidad de Chicago, es militante del Partido Demócrata Cristiano (PDC) desde los dieciocho años.
En 1995 fue diagnosticado de Parkinson, enfermedad que enfrentó mientras aún ocupaba cargos públicos.

## Unidad Popular y dictadura militar
Tras volver de los Estados Unidos se acercó a los llamados Chicago Boys, equipo que formó la consultora Gemines, a la que se integraría años después, y del cual surgió El Ladrillo, texto que planteaba la política económica que debía aplicarse tras la frustrada experiencia de la Unidad Popular (UP), liderada por el socialista Salvador Allende, en su país.
Una vez instalada la dictadura militar del general Augusto Pinochet, fue llamado a asumir como director de Presupuestos, en el Ministerio de Hacienda, cargo que ocupó hasta enero de 1975, cuando renunció por diferencias tanto económicas como políticas.
Entonces se fue a Washington D. C., como economista del Banco Mundial a cargo de México.
En 1978 volvió a Chile, como subgerente general del Banco Concepción, cargo en el que duró hasta que comenzaron sus diferencias con los accionistas, poco antes de la crisis económica de comienzos de los años 1980.

## Gobiernos de Aylwin, Frei y Lagos
Hacia fines de esa década empezó a trabajar en forma independiente y se integró a los equipos de la DC chilena, colaborando con el economista Alejandro Foxley en el programa de gobierno del candidato de la Concertación de Partidos por la Democracia, Patricio Aylwin.
En 1994, y tras aparecer como uno de los principales candidatos a dirigir el Ministerio de Hacienda, el mandatario electo, Eduardo Frei Ruiz-Tagle, lo nombró presidente ejecutivo de Codelco-Chile y luego ministro secretario general de la Presidencia.
En el gobierno del presidente Ricardo Lagos (2000-2006), volvió a ser nombrado presidente ejecutivo de la empresa cuprera, debiendo sufrir duros embates al inicio del gobierno, causados por una fuerte baja en el precio del cobre, que contrastaba con las exigencias del Ministerio de Hacienda de tener más recursos para el Estado y su plan original de duplicar el valor de la firma. Sus últimos dos años fueron más auspiciosos, pues el precio del metal aumentó y se aprobó una ley de impuesto específico, de la que fue uno de los principales promotores.
Su nombre 'sonó' para seguir en Codelco durante la primera administración de la presidenta Michelle Bachelet, a partir de marzo de 2006, pero finalmente fue reemplazado por el también DC José Pablo Arellano, pasando al sector privado.
A comienzos de 2013 manifestó su intención de competir por un escaño en el Senado en representación de la Región de Antofagasta en las elecciones parlamentarias de ese año, lo que finalmente no se concretó.

### Condecoraciones extranjeras
- Gran Cruz de la Orden de la Cruz del Sur ( Brasil, 1998).

## Nota
1. ↑  El primer acercamiento de Villarzú a la política fue como miembro de la comisión de redactó el programa de Gobierno de su camarada Radomiro Tomic para las elección presidencial de 1970, puntualmente como secretario de Bosco Parra. Luego, con Allende en el poder, pasaría por el Banco Central, donde junto al abogado Roberto Guerrero, lideró la primera huelga de los funcionarios, en 1972.